# Пристела
Пристела (Pristella maxillaris) е единственият вид риби от род пристели (Pristella), семейство Харацидови (Characidae).

## Разпространение
Видът е широко разпространен и може да се намери в басейна на Амазонка и Ориноко, както и в реките на Гвиана.

## Описание
Тези рибки имат силно прозрачно тяло, достигащо на дължина до около 5 cm. Живеят в големи групи, като мъжките могат лесно да бъдат разграничени от женските, поради по-малките си размери.

## Хранене
Подобно на повечето други тетри, те се хранят с малки насекоми и планктонни организми.